# 市川純
市川 純（いちかわ じゅん、1982年5月7日 - ）は、日本の熊本県熊本市出身で、イタリアを中心に活動している女優。
身長165cm。

## 経歴
熊本県生まれ。オペラを学んでいた両親と共に8歳からローマで暮らす。日本語の他にイタリア語が堪能で、他にも英語・フランス語も話す事が出来る。
6歳からバレエを習っていたが、「もっと様々な表現をしてみたい」と演劇を志す。
演劇の専門学校に行きながら、西ヨーロッパ最大の大学であるローマ大学の土木技術科で学んでいた。
2003年に、エルマンノ・オルミ監督の映画『屏風の陰で歌いながら（原題：Cantando dietro i paraventi』の主役を務めた。2007年、ダリオ・アルジェント監督の『サスペリア・テルザ 最後の魔女』で魔女軍団の一人を演じ、強烈な印象を残す。2009年には、オーディションで連続テレビドラマ『R.I.S. 5 - Delitti Imperfetti （R.I.S.（科学捜査研究所）5 - 不完全犯罪）』の主役のひとりに抜擢された。日本人がイタリアでテレビドラマの主役を務めるのははじめてのことである。このドラマは、初回26%、2回目21%と視聴率も好調である。
現在はイタリアでは引っ張りだこの女優であり、各演劇評論者から才能を絶賛されている。
多忙な日々を過ごしながらも一方でローマ大学に通い、東洋史を学んでいる。日本だけでなくアジアの架け橋となりたいという気持ちを持っており、現在は中国語を習っている。
将来の夢は、日本やアメリカを始めとした世界進出だという。

## 出演作

### 映画
- 屏風の陰で歌いながら Cantando dietro i paraventi（2003年、監督：エルマンノ・オルミ）
- サスペリア・テルザ 最後の魔女 The Mother of Tears（2007年、監督：ダリオ・アルジェント）

### テレビドラマ
- R.I.S. 5 - Delitti Imperfetti（R.I.S.（科学捜査研究所） 5 - 不完全犯罪）（2009年） - Flavia Ayroldi役（レギュラー）
- R.I.S. ROMA - Delitti Imperfetti（R.I.S.（科学捜査研究所）ローマ  - 不完全犯罪）（2010年） - Flavia Ayroldi役（レギュラー）
- R.I.S ROMA2 -Delitti Imperfetti（R.I.S.（科学捜査研究所）ローマ2  - 不完全犯罪）（2011年） - Flavia Ayroldi役（第1～3話、他ゲスト、最終話ナレーション）

### 舞台
- シェイクスピア・コーラス（監督：ジョセッペ・アルジーロ）
- ユビュ王（監督：ジョセッペ・アルジーロ）

### バラエティ
- 世界を変える100人の日本人! JAPAN☆ALLSTARS（テレビ東京、2009年4月17日放送）
- 世界ナゼそこに?日本人 〜知られざる波瀾万丈伝〜（テレビ東京、2016年11月14日放送）